# Saint-Renan
 Saint-Renan  (en bretón Lokournan) es una población y comuna francesa, situada en la región de Bretaña, departamento de Finisterre, en el distrito de Brest y cantón de Saint-Renan.

## Demografía
| 3232 | 3683 | 4550 | 5542 | 6576 | 6818 |
| Para los censos de 1962 a 1999 la población legal corresponde a la población sin duplicidades (Fuente: INSEE [Consultar]) |      |      |      |      |      |